# Kolonia Gościeńczyce
Kolonia Gościeńczyce – wieś sołecka w Polsce położona w województwie mazowieckim, w powiecie piaseczyńskim, w gminie Prażmów.
| SIMC    | Nazwa      | Rodzaj    |
| ------- | ---------- | --------- |
| 0007195 | Żelisławów | część wsi |

W latach 1975–1998 miejscowość administracyjnie należała do województwa warszawskiego.
Zobacz też: Gościeńczyce